# Sourz

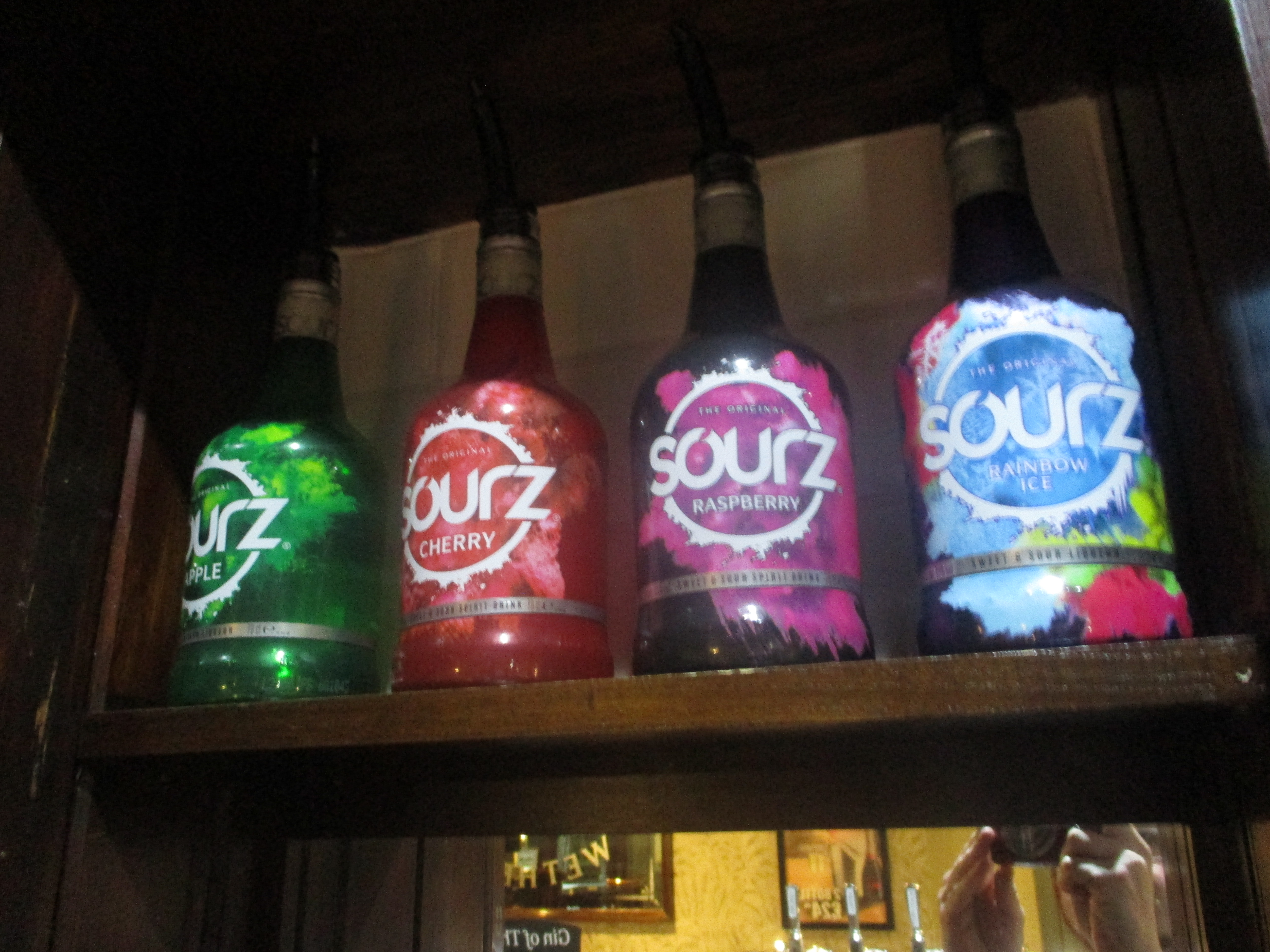
Sourz-Varianten.

Sourz ist eine  englische Likörmarke, die von Beam Suntory  in UK, Spanien und den Niederlanden hergestellt wird. Der Likör wird normalerweise als Shooter serviert, wird aber auch in Cocktails verwendet. Sourz ist in zehn Geschmacksrichtungen erhältlich. Der Alkoholgehalt beträgt 15 % vol.